# Maiden Castle Fort
Maiden Castle Fort är ett slott i Storbritannien.   Det ligger i kommunen Durham i riksdelen England, i den centrala delen av landet, 400 km norr om huvudstaden London. Maiden Castle Fort ligger 76 meter över havet.
Terrängen runt Maiden Castle Fort är platt. Runt Maiden Castle Fort är det tätbefolkat, med 476 invånare per kvadratkilometer. Närmaste större samhälle är Sunderland, 18,9 km nordost om Maiden Castle Fort. Omgivningarna runt Maiden Castle Fort är en mosaik av jordbruksmark och naturlig växtlighet.